# Villa de Guadalupe (Durango)
Villa de Guadalupe es una localidad del estado mexicano de Durango. Es parte del municipio de Lerdo. Fue fundada el 23 de noviembre de 1979.

## Toponimia
El nombre «Guadalupe» hace referencia a la santa patrona de la localidad: Nuestra Señora de Guadalupe.

## Demografía
| Gráfica de evolución demográfica |
|                                  |

| Censo | Población |
| ----- | --------- |
| 1980  | 653       |
| 1990  | 1 920     |
| 2000  | 2 426     |
| 2010  | 2 376     |
| 2020  | 3 224     |